# Europees kampioenschap voetbal vrouwen onder 17 - 2022
Het Europees kampioenschap voetbal vrouwen onder 17 van 2022 was de 13e editie van het Europees kampioenschap voetbal vrouwen onder 17, dat jaarlijks wordt georganiseerd door de UEFA voor alle Europese nationale vrouwenploegen onder 17 jaar. Op 24 september 2019 wees de UEFA Bosnië en Herzegovina aan als gastland. Acht landen, waaronder het gastland Bosnië en Herzegovina, deden mee aan het toernooi. Speelsters die geboren zijn op of na 1 januari 2005 waren speelgerechtigd.
Duitsland werd voor de achtste keer kampioen nadat zij in de finale Spanje na strafschoppen versloegen. Het was de tweede keer op rij dat Duitsland het toernooi won, na de titel in 2019. De edities van 2020 en 2021 werden vanwege de coronapandemie afgelast.

## Kwalificatie
Aan het kwalificatietoernooi deden 49 van de 55 bij de UEFA aangesloten landen mee.

### Gekwalificeerde landen
| Land                  | Gekwalificeerd als              | Aantal vorige deelnames                                               | Beste prestatie                                     |
| --------------------- | ------------------------------- | --------------------------------------------------------------------- | --------------------------------------------------- |
| Bosnië en Herzegovina | Gastland                        | 1 (2022)                                                              | Debuut                                              |
| Denemarken            | Winnaar Groep A4 (tweede ronde) | 3 (2008, 2012, 2019)                                                  | Derde plaats (2008, 2012)                           |
| Nederland             | Winnaar Groep A7 (tweede ronde) | 4 (2010, 2017, 2018, 2019)                                            | Tweede plaats (2019)                                |
| Duitsland             | Winnaar Groep A5 (tweede ronde) | 11 (2008, 2009, 2010, 2011, 2012, 2014, 2015, 2016, 2017, 2018, 2019) | Kampioen (2008, 2009, 2012, 2014, 2016, 2017, 2019) |
| Finland               | Winnaar Groep A1 (tweede ronde) | 1 (2018)                                                              | Derde plaats (2018)                                 |
| Frankrijk             | Winnaar Groep A6 (tweede ronde) | 7 (2008, 2009, 2011, 2012, 2014, 2015, 2017)                          | Tweede plaats (2008, 2011, 2012)                    |
| Noorwegen             | Winnaar Groep A3 (tweede ronde) | 4 (2009, 2015, 2016, 2017)                                            | Halve finale (2017)                                 |
| Spanje                | Winnaar Groep A2 (tweede ronde) | 10 (2009, 2010, 2011, 2013, 2014, 2015, 2016, 2017, 2018, 2019)       | Kampioen (2010, 2011, 2015, 2018)                   |

## Speelsteden
| Sarajevo           | Zenica                         | · Sarajevo Zenica Široki Brijeg Mostar | Široki Brijeg     | Mostar                       |
| ------------------ | ------------------------------ | -------------------------------------- | ----------------- | ---------------------------- |
| Stadion Grbavica   | Trening centar Zenica - NFSBiH | · Sarajevo Zenica Široki Brijeg Mostar | Pecarastadion     | Stadion pod Bijelim Brijegom |
| Capaciteit: 13.146 | Capaciteit: 1.500              | · Sarajevo Zenica Široki Brijeg Mostar | Capaciteit: 7.000 | Capaciteit: 9.000            |
|                    |                                | · Sarajevo Zenica Široki Brijeg Mostar |                   |                              |

## Groepsfase

### Groep A
| Pos | Team                      | Wed | W | G | V | Ptn | DV | DT | +/− | Kwalificatie               |
| --- | ------------------------- | --- | - | - | - | --- | -- | -- | --- | -------------------------- |
| 1   | Duitsland                 | 3   | 3 | 0 | 0 | 9   | 6  | 0  | +6  | Door naar de knock-outfase |
| 2   | Nederland                 | 3   | 1 | 1 | 1 | 4   | 9  | 3  | +6  | Door naar de knock-outfase |
| 3   | Denemarken                | 3   | 1 | 1 | 1 | 4   | 7  | 3  | +4  |                            |
| 4   | Bosnië en Herzegovina (G) | 3   | 0 | 0 | 3 | 0   | 0  | 16 | −16 |                            |

|                          |            |         |                       |                                                                                      |
| 3 mei 2022 14.00 (UTC+2) | Denemarken | 0 – 2   | Duitsland             | Trening centar Zenica - NFSBiH, Zenica Toeschouwers: 200 Scheidsrechter: Réka Molnar |
| 3 mei 2022 14.00 (UTC+2) |            | Verslag | 3' Platner 10' Stoldt | Trening centar Zenica - NFSBiH, Zenica Toeschouwers: 200 Scheidsrechter: Réka Molnar |

|                          |                       |         |                                                                                     |                                                                                 |
| 3 mei 2022 20.00 (UTC+2) | Bosnië en Herzegovina | 0 – 8   | Nederland                                                                           | Stadion Grbavica, Sarajevo Toeschouwers: 1.237 Scheidsrechter: Lovisa Johansson |
| 3 mei 2022 20.00 (UTC+2) |                       | Verslag | 22', 73', 74' Kroese 29' Huizenga 41' (e.d.) Balić 45+1', 70' Keukelaar 83' Janssen | Stadion Grbavica, Sarajevo Toeschouwers: 1.237 Scheidsrechter: Lovisa Johansson |

|                          |                       |         |                                                               |                                                                                            |
| 6 mei 2022 14.00 (UTC+2) | Bosnië en Herzegovina | 0 – 6   | Denemarken                                                    | Trening centar Zenica - NFSBiH, Zenica Toeschouwers: 600 Scheidsrechter: Michèle Schmölzer |
| 6 mei 2022 14.00 (UTC+2) |                       | Verslag | 5' Sanvig 23' La Cour 55', 72' Ásgeirsdóttir 62', 63' Aagaard | Trening centar Zenica - NFSBiH, Zenica Toeschouwers: 600 Scheidsrechter: Michèle Schmölzer |

|                          |                                |         |           |                                                                              |
| 6 mei 2022 20.00 (UTC+2) | Duitsland                      | 2 – 0   | Nederland | Stadion Grbavica, Sarajevo Toeschouwers: 481 Scheidsrechter: Teresa Oliveira |
| 6 mei 2022 20.00 (UTC+2) | Tolhoek 59' (e.d.) Platner 83' | Verslag |           | Stadion Grbavica, Sarajevo Toeschouwers: 481 Scheidsrechter: Teresa Oliveira |

|                          |                |         |                       |                                                                           |
| 9 mei 2022 14.00 (UTC+2) | Duitsland      | 2 – 0   | Bosnië en Herzegovina | Stadion Grbavica, Sarajevo Toeschouwers: 258 Scheidsrechter: Gamze Durmuş |
| 9 mei 2022 14.00 (UTC+2) | Alber 54', 88' | Verslag |                       | Stadion Grbavica, Sarajevo Toeschouwers: 258 Scheidsrechter: Gamze Durmuş |

|                          |               |         |             |                                                                                           |
| 9 mei 2022 14.00 (UTC+2) | Nederland     | 1 – 1   | Denemarken  | Trening centar Zenica - NFSBiH, Zenica Toeschouwers: 230 Scheidsrechter: Michalina Diakow |
| 9 mei 2022 14.00 (UTC+2) | De Klonia 46' | Verslag | 28' Aagaard | Trening centar Zenica - NFSBiH, Zenica Toeschouwers: 230 Scheidsrechter: Michalina Diakow |

### Groep B
| Pos | Team      | Wed | W | G | V | Ptn | DV | DT | +/− | Kwalificatie               |
| --- | --------- | --- | - | - | - | --- | -- | -- | --- | -------------------------- |
| 1   | Spanje    | 3   | 3 | 0 | 0 | 9   | 11 | 0  | +11 | Door naar de knock-outfase |
| 2   | Frankrijk | 3   | 2 | 0 | 1 | 6   | 3  | 3  | 0   | Door naar de knock-outfase |
| 3   | Finland   | 3   | 1 | 0 | 2 | 3   | 2  | 7  | −5  |                            |
| 4   | Noorwegen | 3   | 0 | 0 | 3 | 0   | 1  | 7  | −6  |                            |

|                          |                           |         |         |                                                                                 |
| 3 mei 2022 17.30 (UTC+2) | Frankrijk                 | 2 – 0   | Finland | Pecarastadion, Široki Brijeg Toeschouwers: 100 Scheidsrechter: Michalina Diakow |
| 3 mei 2022 17.30 (UTC+2) | Chossenotte 40' Calba 72' | Verslag |         | Pecarastadion, Široki Brijeg Toeschouwers: 100 Scheidsrechter: Michalina Diakow |

|                          |           |         |                                                |                                                                                          |
| 3 mei 2022 20.00 (UTC+2) | Noorwegen | 0 – 4   | Spanje                                         | Stadion pod Bijelim Brijegom, Mostar Toeschouwers: 200 Scheidsrechter: Michèle Schmölzer |
| 3 mei 2022 20.00 (UTC+2) |           | Verslag | 26' Camacho 52' López 62' Martret 90' Corrales | Stadion pod Bijelim Brijegom, Mostar Toeschouwers: 200 Scheidsrechter: Michèle Schmölzer |

|                          |                                                  |         |         |                                                                                 |
| 6 mei 2022 17.30 (UTC+2) | Spanje                                           | 4 – 0   | Finland | Pecarastadion, Široki Brijeg Toeschouwers: 253 Scheidsrechter: Lovisa Johansson |
| 6 mei 2022 17.30 (UTC+2) | Pujols 18' Camacho 23' Amezaga 76' Capdevila 87' | Verslag |         | Pecarastadion, Široki Brijeg Toeschouwers: 253 Scheidsrechter: Lovisa Johansson |

|                          |            |         |           |                                                                                     |
| 6 mei 2022 20.00 (UTC+2) | Frankrijk  | 1 – 0   | Noorwegen | Stadion pod Bijelim Brijegom, Mostar Toeschouwers: 360 Scheidsrechter: Gamze Durmuş |
| 6 mei 2022 20.00 (UTC+2) | Oillic 61' | Verslag |           | Stadion pod Bijelim Brijegom, Mostar Toeschouwers: 360 Scheidsrechter: Gamze Durmuş |

|                          |                                      |         |           |                                                                            |
| 9 mei 2022 20.00 (UTC+2) | Spanje                               | 3 – 0   | Frankrijk | Pecarastadion, Široki Brijeg Toeschouwers: 275 Scheidsrechter: Réka Molnar |
| 9 mei 2022 20.00 (UTC+2) | Partido 28' Amezaga 31' Corrales 69' | Verslag |           | Pecarastadion, Široki Brijeg Toeschouwers: 275 Scheidsrechter: Réka Molnar |

|                          |                       |         |             |                                                                                        |
| 9 mei 2022 20.00 (UTC+2) | Finland               | 2 – 1   | Noorwegen   | Stadion pod Bijelim Brijegom, Mostar Toeschouwers: 150 Scheidsrechter: Teresa Oliveira |
| 9 mei 2022 20.00 (UTC+2) | Seiro 20' Angeria 80' | Verslag | 55' Gaupset | Stadion pod Bijelim Brijegom, Mostar Toeschouwers: 150 Scheidsrechter: Teresa Oliveira |

## Knock-outfase
In de knock-outfase worden alle wedstrijden zonder verlenging gespeeld, wanneer er na negentig minuten de stand gelijk is. Wanneer dit wel zo is, worden er gelijk strafschoppen genomen om de winnaar de bepalen.

### Wedstrijdschema
|  | Halve finale      | Halve finale |                           |       | Finale | Finale |
|  |                   |              |                           |       |        |        |
|  | 12 mei – Zenica   |              |                           |       |        |        |
|  |                   |              |                           |       |        |        |
|  | Duitsland         | 1            |                           |       |        |        |
|  | Duitsland         | 1            | 15 mei – Sarajevo         |       |        |        |
|  | Frankrijk         | 0            |                           |       |        |        |
|  | Frankrijk         | 0            | Duitsland (w.n.s.)        | 2 (3) |        |        |
|  | 12 mei – Sarajevo |              | Duitsland (w.n.s.)        | 2 (3) |        |        |
|  |                   | Spanje       | 2 (2)                     |       |        |        |
|  | Spanje            | Spanje       | 2 (2)                     | 3     |        |        |
|  | Spanje            |              |                           | 3     |        |        |
|  | Nederland         | 0            |                           |       |        |        |
|  | Nederland         | 0            | Play-off voor WK onder 17 |       |        |        |
|  |                   |              |                           |       |        |        |
|  | 15 mei – Zenica   |              |                           |       |        |        |
|  |                   |              |                           |       |        |        |
|  | Frankrijk         | 2            |                           |       |        |        |
|  | Frankrijk         | 2            |                           |       |        |        |
|  | Nederland         | 0            |                           |       |        |        |

### Halve finales
De winnaars kwalificeren zich direct voor het WK onder 17 jaar. De verliezers plaatsen zich voor de play-off.
|                           |              |         |           |                                                                                           |
| 12 mei 2022 14.00 (UTC+2) | Duitsland    | 1 – 0   | Frankrijk | Trening centar Zenica - NFSBiH, Zenica Toeschouwers: 170 Scheidsrechter: Michalina Diakow |
| 12 mei 2022 14.00 (UTC+2) | Şehitler 40' | Verslag |           | Trening centar Zenica - NFSBiH, Zenica Toeschouwers: 170 Scheidsrechter: Michalina Diakow |

|                           |                           |         |           |                                                                               |
| 12 mei 2022 20.00 (UTC+2) | Spanje                    | 3 – 0   | Nederland | Stadion Grbavica, Sarajevo Toeschouwers: 468 Scheidsrechter: Lovisa Johansson |
| 12 mei 2022 20.00 (UTC+2) | Pou 3', 69' Enrique 90+6' | Verslag |           | Stadion Grbavica, Sarajevo Toeschouwers: 468 Scheidsrechter: Lovisa Johansson |

### Play-off voor WK onder 17
De winnaar kwalificeert zich voor het WK onder 17 jaar.
|                           |                     |         |           |                                                                                      |
| 15 mei 2022 14.00 (UTC+2) | Frankrijk           | 2 – 0   | Nederland | Trening centar Zenica - NFSBiH, Zenica Toeschouwers: 221 Scheidsrechter: Réka Molnar |
| 15 mei 2022 14.00 (UTC+2) | Rossi 16' Calba 34' | Verslag |           | Trening centar Zenica - NFSBiH, Zenica Toeschouwers: 221 Scheidsrechter: Réka Molnar |

### Finale
|                           |                              |         |                                |                                                                                  |
| 15 mei 2022 20.00 (UTC+2) | Duitsland                    | 2 – 2   | Spanje                         | Stadion Grbavica, Sarajevo Toeschouwers: 1.517 Scheidsrechter: Michèle Schmölzer |
| 15 mei 2022 20.00 (UTC+2) | Stoldt 15' Alber 88'         | Verslag | 28' Artero 63' Camacho         | Stadion Grbavica, Sarajevo Toeschouwers: 1.517 Scheidsrechter: Michèle Schmölzer |
| 15 mei 2022 20.00 (UTC+2) | Strafschoppen                |         |                                | Stadion Grbavica, Sarajevo Toeschouwers: 1.517 Scheidsrechter: Michèle Schmölzer |
| 15 mei 2022 20.00 (UTC+2) | Veit Bender Şehitler Gloning | 3 – 2   | Enrique Pou Íñigo Pujols López | Stadion Grbavica, Sarajevo Toeschouwers: 1.517 Scheidsrechter: Michèle Schmölzer |

## Gekwalificeerde landen voor het WK onder 17
De onderstaande drie UEFA-landen hebben zich gekwalificeerd voor het WK onder 17 jaar in 2022.
| Land      | Datum kwalificatie | Aantal deelnames op het WK onder 17    |
| --------- | ------------------ | -------------------------------------- |
| Duitsland | 12 mei 2022        | 6 (2008, 2010, 2012, 2014, 2016, 2018) |
| Spanje    | 12 mei 2022        | 4 (2010, 2014, 2016, 2018)             |
| Frankrijk | 15 mei 2022        | 2 (2008, 2012)                         |

## Doelpuntenmakers
3 doelpunten
- Alma Aagaard
- Mara Alber
- Fieke Kroese
- Carla Camacho

2 doelpunten
- Emilía Ásgeirsdóttir
- Paulina Platner
- Svea Stoldt
- Lucie Calba
- Lotte Keukelaar
- Jone Amezaga
- Lucía Corrales
- Nina Pou

1 doelpunt
- Clara La Cour
- Pernille Sanvig
- Alara Şehitler
- Jutta Angeria
- Elli Seiro
- Shana Chossenotte
- Laureen Oillic
- Fanny Rossi
- Hanna Huizenga
- Aniek Janssen
- Daliyah de Klonia
- Signe Gaupset
- Marina Artero
- Magali Capdevila
- Olaya Enrique
- Victoria López
- Laia Martret
- Paula Partido
- Judit Pujols

1 eigen doelpunt
- Ajla Balić (tegen Nederland)
- Danique Tolhoek (tegen Duitsland)